# Psychomagie
Psychomagie bzw. ursprünglich auf Spanisch psicomagia ist der Titel eines Buchs von Alejandro Jodorowsky, das zuerst 1995 unter dem Titel “Le théatre de la guérison” in Frankreich bei Albin Michel erschien.
Das Buch ist das Ergebnis einer Reihe von Interviews, die Gilles Farcet mit Jodorowsky führte. Es ist eine Art Biographie in Interviewform, die Jodorowskys Werdegang in den Bereichen Dichtung, Theater-Performance, Traumarbeit, Schamanismus, Heilkunst beschreibt. Jodorowsky ist bekannt als Filmregisseur der 1970er-Jahre Kultfilme und Midnight Movies El Topo und Montana Sacra – Der heilige Berg sowie als Begründer des Mouvement Panique mit Fernando Arrabal und Roland Topor. Unter dem Begriff Psychomagie fasst er seine Erfahrungen aus Kunst und spirituellen Erfahrungen zusammen (er praktizierte lange Zen-Buddhismus bei Ejo Takta), was er so begründet: „Heute interessiert mich nur noch eine Kunst, die heilt.“
In der Praxis sieht die Anwendung der Psychomagie so aus: Nach einem einführenden Gespräch, bei dem das Thema ergründet wird, „verordnet“ Jodorowsky dem Ratsuchenden einen „psychomagischen Akt“. Die stark theatralen Akte, die oft surreale Anklänge haben, sollen direkt das Unbewusste ansprechen und konfliktive Muster durch das Ausagieren überwinden. Ausführliche Beispiele für psychomagische Akte finden sich in Jodorowskys Büchern Psicomagia, Manual de Psicomagia (dt. Praxisbuch der Psychomagie) und La danza de la realidad.
Als Gegenleistung für die Verordnung eines psychomagischen Akts verlangt Jodorowsky, dass der Ratsuchende ihm nach Ausführung einen Brief schreibt, in dem er vom Erleben beim Akt und danach berichtet. Und er lässt sich das Wort Merci mit dem Finger in die Handfläche zeichnen.
Jodorowskys Sohn Cristóbal Jodorowsky arbeitet ebenfalls mit Psychomagie und Psychoschamanismus.